# Лаптєв Михайло Олегович
Михайло Олегович Лаптєв (нар. 13 вересня 1991) — український футболіст, захисник томаківського
«Скорука».

## Життєпис
Вихованець херсонської «Освіти». У 2005 році перебрався до молодіжної футбольної академії «Шахтаря». Дорослу футбольну кар'єру розпочав у «Шахтарі-3», у футболці якого дебютував 16 травня 2008 року в програному (0:1) домашньому поєдинку 28-го туру групи Б Другої ліги проти «Шахтаря» (Свердловськ). Михайло вийшов на поле в стартовому складі, а на 72-й хвилині його замінив Дмитро Удовиченко. Дебютним голом у дорослому футболі відзначився 1 серпня 2008 року на 75-й хвилині переможного (7:1) домашнього поєдинку 3-го туру групи Б Другої ліги проти запорізького «Металурга-2». Лаптєв вийшов на поле на 69-й хвилині, замінивши Костянтина Вознюка. У складі третьої команди гірників зіграв 27 матчів, відзначився 1 голом. Під час зимової перерви сезону 2009/10 років залишив «Шахтар-3». Потім грав за аматорські колективи «Авангард» (Краматорськ), «Словхліб» (Слов'янськ), «Колос» (Чорнобаївка) та «Таврія» (Новотроїцьке).
Влітку 2013 року повернувся у професіональний футбол, підписавши контракт з горностаївським «Миром». Під час зимової перерви сезону 2013/14 років перебрався в «Кристал». У футболці херсонського колективу дебютував 29 березня 2014 року в переможному (3:1) виїзному поєдинку 25-го туру Другої ліги проти «Макіїввугілля». Михайло вийшов на поле на 65-й хвилині, замінивши Артема Сітала. У команді провів один рік, за цей час у Другій лізі чемпіонату України зіграв 24 матчі, ще 1 поєдинок провів у кубку України. У лютому 2015 року грав у складі МФК «Миколаїв» на товариському турнірі Меморіал Першина, але в підсумку перейшов у «Макіїввугілля», в якому відіграв півтора сезони. На початку сезону 2016/17 років повернувся у «Мир», але вже під час зимової перерви залишив команду.
У 2017 році повернувся до оновленого «Кристалу», який виступав на аматорському рівні. 5 липня 2018 року підписав контракт з херсонським клубом. 2 липня 2019 року продовжив угоду з клубом. Дебютним голом у футболці «Кристалу» відзначився 24 серпня 2019 року на 90+4-й хвилині (реалізував пенальті) переможного (1:0) домашнього поєдинку 5-го туру групи Б Другої ліги проти криворізького «Гірника». Лаптєв вийшов на поле в стартовому складі та відіграв увесь матч.